# 梅の栄
梅の栄（うめのさかえ）は長唄の曲名。又この曲に振付けをした踊りが、歌舞伎や日本舞踊で上演されることがある。

## 概要
明治3年（1870年）、三代目杵屋正次郎の作詞作曲によるもの。正次郎の結婚祝に作曲されたと云われているが、「歳旦」と表紙に書かれた本があるので新年の祝に作曲されたと思える。但し岡安喜三梅と婚礼の際新郎新婦で演奏された。この時ワキ三味線を弾いたのは二代目杵屋勝三郎の妹、杵屋ふさである。
曲は梅を主体に初春ののどかさを唄った曲で本調子前弾で始まり「鶏が啼く」と品よく出、合方あって「四方にわたりて」、「指す手引く手」より舞の合方、二上り「ほのめく色の」のクドキ風の艶麗な手、「羽子のこの数々に」より手鞠の合方、「きみが春」の後琴手事合方、「梅の栄と世に広く」と琴唄風の旋律で終曲となる。新婦の喜三梅を詠み込んで歌詞に「千代の声そう喜三が春」とあると云われているが、家元岡安喜三郎を指しているのではないかとも云われている。